# Pasmaditta
Pasmaditta é um género de gastrópode  da família Punctidae.
Este género contém as seguintes espécies:
- Pasmaditta jungermanniae